# Overloaded: The Live Collection
Overloaded: The Live Collection è la raccolta di live del gruppo britannico Sugababes, pubblicata nel 2006, inizialmente come disco singolo, poi ritirata dal mercato e resa disponibile unicamente nella versione deluxe del cd Overloaded: The Singles Collection.

## Tracce
1. Freak Like Me (Maida Vale Session) - 3:51
2. Round Round (AOL Session) - 4:56
3. Red Dress (Live @ V Festival) - 3:50
4. In The Middle (AOL Session) - 4:07
5. Stronger (AOL Session) - 4:22
6. Shape (Live From London) - 4:15
7. Overload (Maida Vale Session) - 4:29
8. Caught In A Moment (Live From London) - 4:37
9. Ugly (Acoustic Live Version) - 3:48
10. Too Lost In You (AOL Session) - 4:19
11. Hole In The Head (AOL Session) - 3:28
12. Push the Button (Live From London) - 3:43